# Кастински систем Јапана
Kaстински систем Јапана се у царском периоду делио у осам каста, док је у феудалној епохи то смањено на четири касте. Каста је унутар себе затворена друштвена скупина заснована на породичном наслеђу и строгој хијерархији моћи и утицаја. Кастинска организација друштва још увек делом егзистира на индијском потконтиненту.

## Основна подела
У феудалној епохи, извршена је подела на четири касте:
1. самураји
2. занатлије
3. сељаци
4. трговци

Испод ових класа била је огромна маса робова, која је бројала око пет одсто становништва, и коју су сачињавали злочинци, ратни заробљеници или деца коју су отели и продали или коју су у робље продали родитељи. Нижа чак и од ових робова била је каста парија, званих ета, коју је будистички Јапан сматрао недодирљивом и нечистом јер су били касапини, штављачи коже и скупљачи ђубрета.

### Власт
Велики део становништва (које је у време Јошимунеа бројало око тридесет милиона) чинили су сељаци са поседом, који су марљиво обрађивали ону осмину јапанског планинског земљишта које се могло обрађивати. У периоду Наре, држава је национализовала земљу и изнајмљивала је сељацима на шест година или, најчешће, до смрти; али власт је открила да се људи не залажу да побољшају или да добро обрађују земљу која ће ускоро бити дата неком другом; и ескперимент се завршио у поновном успостављању приватног власништва, а држава би обезбеђивала у пролеће средства за финансирање сетве и жетве. И поред ове помоћи, живот сељака није био лагодно пландовање. Нјегово имање било је сићушно парче земље које је, чак и у тим феудалним данима, са својих мање од два хектара морало да нахрани две хиљаде људи. Сељак је морао да годишње за државу одради тридесет дана присилног рада, током којих га је смрт од копља могла стићи као казна за један минут доколице.

Власт је у седмом веку узимала од њега, у порезима и разном данку, 6% од његове производње, у дванаестом 72%, а у деветнаестом 40%. Оруђе му је било најпримитивније врсте; одећа бедна и лака за зиму, а лети је није ни носио; сав намештај били су лонац за пиринач, неколико чинија и штапића за јело; кућа му је била климава колиба за чије је подизање било довољно пар дана. Сваки мало јачи земљотрес би је сравнио са земљом или би је глад испразнила. Ако би радио за неког другог, његова зарада би, као све зараде у Такугавином Јапану, била утврђена државним прописом; али то није спречило да она буде ужасно ниска. У једном од најпознатијих дела јапанске књижевности "Хођоку" аутора Камоа Чомеија, описују се, концентрисани у осам година између 1177. и 1185, земљотрес, глад и пожар који је готово прогутао Кјото.